# Kembang (Pacitan)
Kembang is een bestuurslaag in het regentschap Pacitan van de provincie Oost-Java, Indonesië. Kembang telt 2329 inwoners (volkstelling 2010).